# Distrito de Bialystok
Distrito de Bialystok (alemão: Bezirk Bialystok) era uma unidade administrativa da Alemanha Nazista criada durante a invasão da União Soviética na Segunda Guerra Mundial. Ficava a sudeste da Prússia Oriental, no atual nordeste da Polônia, bem como em seções menores das atuais Bielorrússia e Lituânia.
O território ficava a leste da linha Molotov-Ribbentrop e foi consequentemente ocupado pela União Soviética e incorporado à República Socialista Soviética da Bielorrússia. Na sequência do ataque alemão à União Soviética em junho de 1941, a parte ocidental da Bielorrússia Soviética (que, até 1939, pertencia ao Estado polonês), foi colocada sob a administração civil alemã (Zivilverwaltungsgebiet). Como Bezirk Bialystok, a área esteve sob domínio alemão de 1941 a 1944, sem nunca ter sido formalmente incorporada ao Reich Alemão.
O distrito foi estabelecido devido à sua importância militar percebida como uma cabeça de ponte na margem oposta do Neman. A Alemanha desejava anexar a área mesmo durante a Primeira Guerra Mundial, com base na reivindicação histórica decorrente da Terceira Divisão da Polônia, que delegou Białystok à Prússia de 1795 a 1806 (ver Nova Prússia Oriental). Em contraste com outros territórios da Polônia Oriental que foram anexados permanentemente pela União Soviética após a Segunda Guerra Mundial, a maior parte do território foi posteriormente devolvida à Polônia.

## Historia
Após o início da Operação Barbarossa contra a União Soviética, os soldados invasores da Wehrmacht assassinaram 379 pessoas, 'pacificaram' 30 aldeias, incendiaram 640 casas e 1.385 edifícios industriais na área. O Batalhão de Polícia 309 queimou cerca de 2.000 judeus na Grande Sinagoga, Białystok em 27 de junho de 1941.
O primeiro decreto para a implementação da administração civil nestes territórios recentemente ocupados foi emitido em 17 de julho de 1941. As fronteiras desta área iam da protuberância sudeste da Prússia Oriental (o triângulo Suwalki) seguindo o rio Neman até Mosty (excluindo Grodno), incluindo Vawkavysk e Pruzhany até o rio Bug a oeste de Brest-Litovsk e, em seguida, seguindo a fronteira do Governo Geral com a Prússia Oriental.

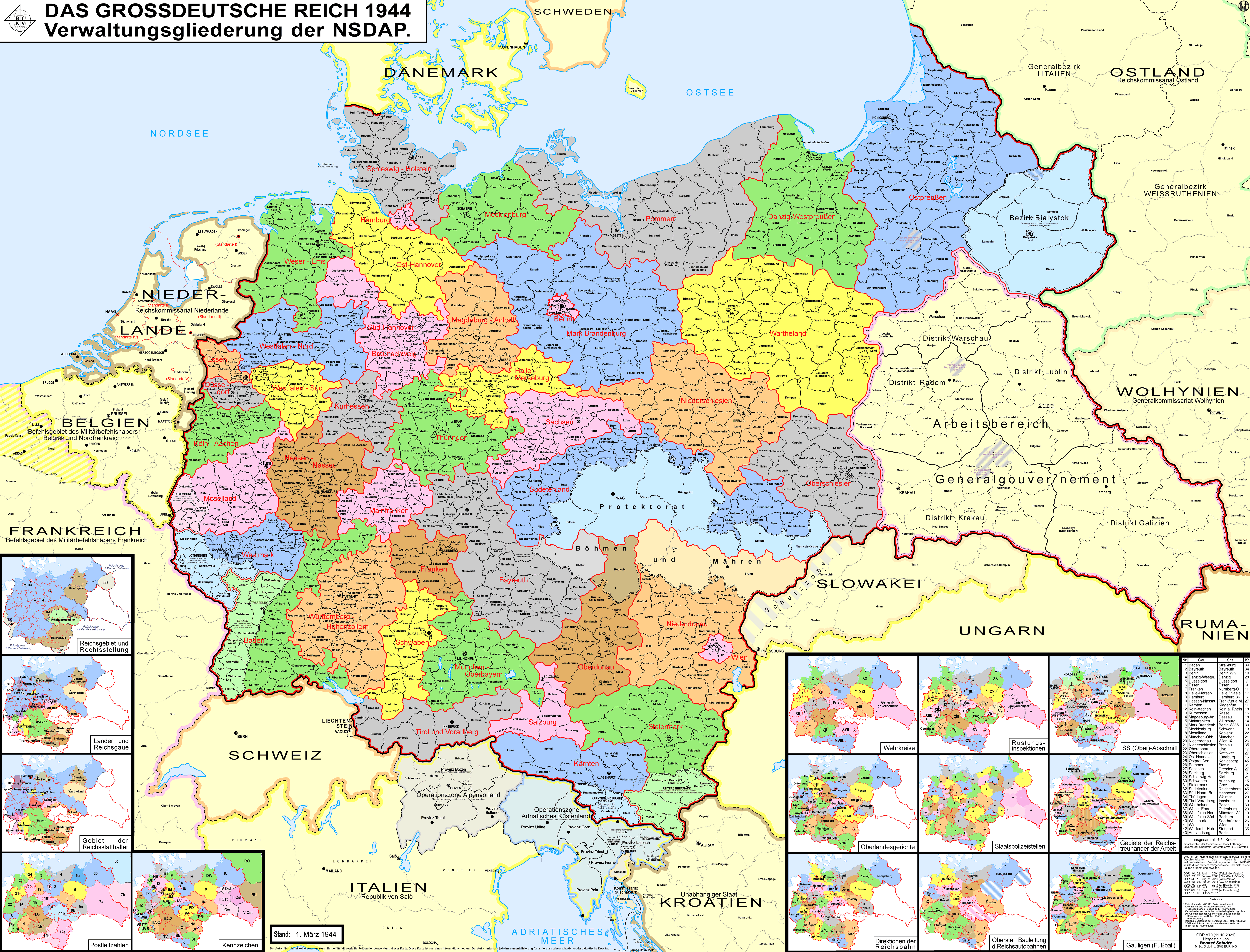
Mapa da Alemanha Nazista datado de março de 1944, que inclui Bezirk Bialystok (canto superior direito, azul claro)

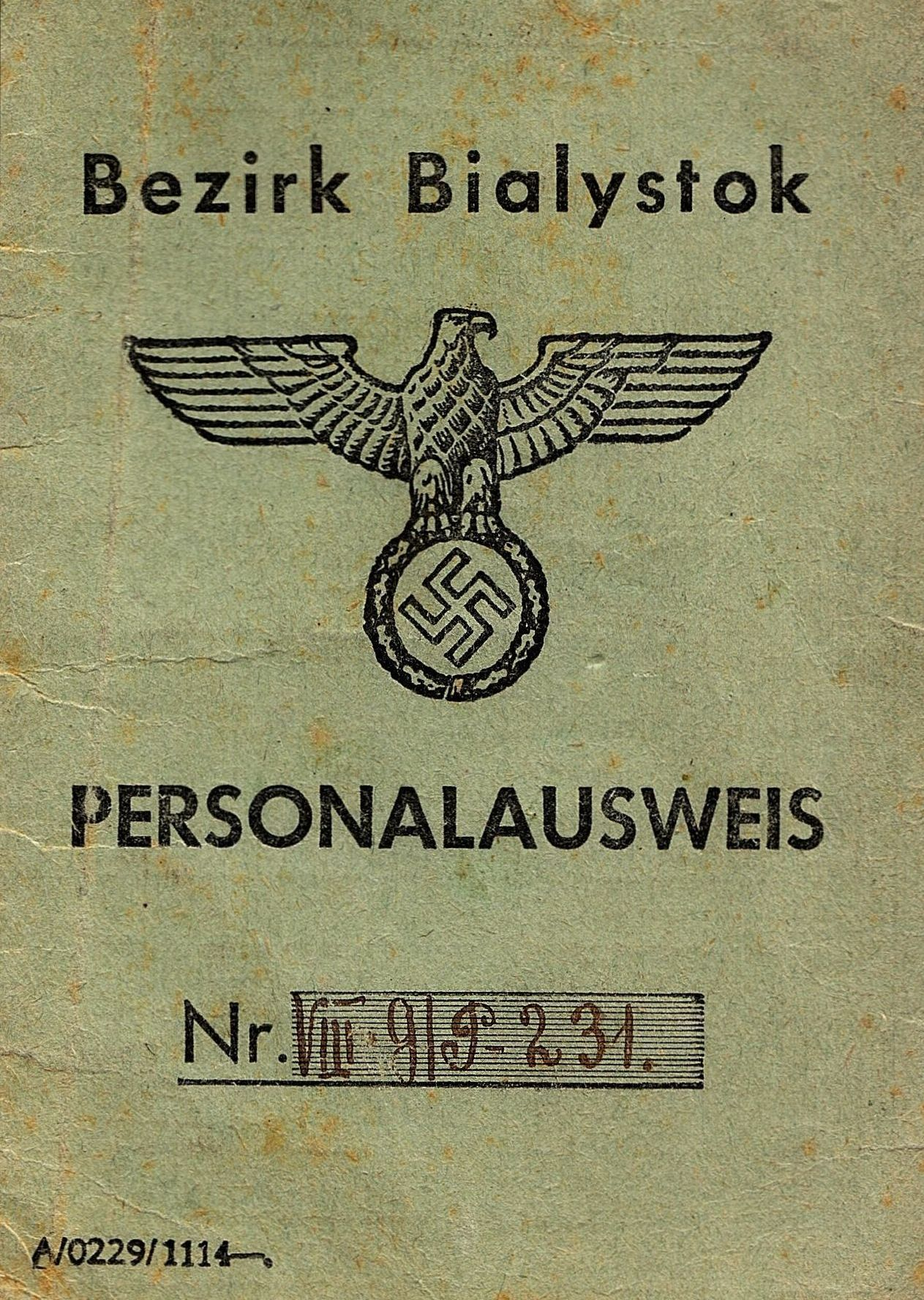
Documento de identidade do Distrito de Bialystok (1943)

Até o final de julho de 1941, Białystok estava sob a gestão das autoridades militares, então foi subordinado à administração civil. O Distrito de Bialystok foi estabelecido em 1 de agosto de 1941; foi simultaneamente excluído das zonas operacionais do Exército Alemão na União Soviética. De então até 1944, a Gestapo e a SS se envolveram em execuções na área, por exemplo, nas florestas de Nowosiółki perto de Choroszcz, onde 4.000 pessoas foram executadas. Ao mesmo tempo, algumas pequenas áreas a leste da fronteira germano-soviética de 1939–1941 foram incorporadas ao distrito de Scharfenwiese da Prússia Oriental (agora Ostrołęka). Com isso, a cidade de Scharfenwiese passou a deter mais interior a leste.
TO centro administrativo do distrito era a cidade polonesa de Białystok. O Alto Presidente da Prússia Oriental e Gauleiter Erich Koch de Königsberg (atual Kaliningrado) foi nomeado Comissário Civil para a área, posteriormente Chefe da Administração Civil (Chef-der-Zivilverwaltung).
A Área Central do Grupo do Exército comandada pelo General Max von Schenckendorff desempenhou um papel vergonhoso no Bezirk Bialystok. Atrás das tropas da Wehrmacht entraram nos batalhões da Ordnungspolizei que faziam parte do Regimiento de Policía Central, comandado pelo Coronel Max Montua. Em 25 de julho de 1941, ele embarcou em uma grande operação de pacificação do vilarejo da Floresta Białowieża: Bud, Pogorzelec e Teremisek. Destes locais 183 famílias foram retiradas e levadas para Pruzhany. No dia seguinte, as aldeias foram deslocadas dos arredores de Narewka, expulsando 1.240 pessoas. Nos dias seguintes, a população foi deslocada das cidades atualmente localizadas na República da Bielorrússia e os habitantes de Leśna, Mikłaszew, Olchówka e Zabrod, 1.133 pessoas foram deslocadas para os arredores de Zabłudów. O crime mais famoso do batalhão 322 foi o incêndio de doze aldeias polonesas e bielorrussas e o fuzilamento de 42 pessoas na Floresta Lacka perto de Waniek. O local da execução também foi a floresta Osuszek, perto da aldeia de Piliki.

### Operações de assassinato
Heinrich Himmler visitou o recém-formado distrito de Bezirk Bialystok em 30 de junho de 1941 e declarou que mais forças eram necessárias na área, devido aos riscos potenciais de guerra partidária. A perseguição após a rápida retirada do Exército Vermelho deixou para trás um vácuo de segurança, que exigiu o envio urgente de pessoal adicional.  Lutando para enfrentar esta "nova ameaça", o quartel-general da Gestapo formou o Kommando SS Zichenau-Schroettersburg which departed que partiu da subestação Schröttersburg (Płock) sob a liderança do SS-Obersturmführer Hermann Schaper (nascido em 1911) com a missão expressa de matar judeus, comunistas e colaboradores do NKVD nas vilas e cidades locais. Em 3 de julho, uma formação adicional de Schutzpolizei chegou a Białystok, convocada pelo Governo Geral. Foi liderado pelo SS-Hauptsturmführer Wolfgang Birkner, veterano da Einsatzgruppe IV da Invasão da Polônia de 1939. A unidade de socorro, chamada Kommando Bialystok, foi enviada pelo SS-Obersturmbannfuhrer Eberhard Schöngarth por ordem do RSHA, devido a relatos de atividades de guerrilha soviética na área, sendo os judeus, é claro, imediatamente suspeitos de ajudá-los. O primeiro estágio das perseguições nazistas envolveu principalmente a aplicação de punição coletiva a várias aldeias onde qualquer forma de ameaça real ou imaginária foi identificada. Operações terroristas foram realizadas para impedir a assistência aos movimentos de independência, mas principalmente para cercar e perseguir os judeus locais. Os edifícios visados estavam sendo destruídos, os bens roubados, as comunidades assassinadas em massa ou enviadas para campos de trabalho forçado ou prisões. O Gruppenführer Nebe relatou a Berlim em 14 de novembro de 1941 que, até então, 45.000 pessoas haviam sido eliminadas.
A situação da população local melhorou após o Assalto em Mittenheide. Os alemães introduziram a política de encontrar e forçar qualquer pessoa que pudesse ser de ascendência alemã, mesmo com base na "aparência alemã pura" em alguns casos, a aceitar a carta de ascendência alemã (geralmente 4.ª categoria "Os traidores da nação alemã", apesar do nome que soa ameaçador, significava uma elevação acima do resto da população). Os alemães estavam relembrando os tempos da Nova Prússia Oriental.
Em 1 de novembro de 1941, a cidade de Grodno (local do Gueto de Grodno criado na mesma época) incluindo seus arredores, foram transferidos do Reichskommissariat Ostland para Bezirk Bialystok.
Já em 27 de junho de 1941, um campo de prisioneiros de guerra soviéticos foi estabelecido em Bialystok chamado Stalag 57. Em 1 de agosto de 1942, foi renomeado Stalag 316 . Estava localizado no antigo quartel do 10.º Regimento Uhlan da Lituânia, na rua Kawaleryjska, 70. Foi o primeiro desse tipo, exceto pelo acampamento improvisado que foi montado em setembro de 1939 no prédio da Escola Secundária N.º 6. Até doze mil pessoas podiam ficar lá ao mesmo tempo. Prisioneiros foram usados para obras de construção no aeroporto "Krywlany" próximo. Dezenas de milhares de pessoas passaram pelo campo, das quais aproximadamente 3.000 foram mortas. Após sua liquidação em 1943, um campo de trânsito foi montado ali para a população judaica. Vários outros campos também foram estabelecidos: um campo de transição para pessoas levadas a trabalhos forçados no Terceiro Reich consistindo em 3 quartéis, um campo penal em Starosielce localizado no triângulo entre as linhas ferroviárias Białystok–Ełk e Białystok–Varsóvia, e a "Zielona", campo penal localizado entre Zaścianki e o distrito de Skorupa, onde pessoas foram presas por violar as regulamentações alemãs, como atrasos para o trabalho ou abuso de álcool.

### Resistência
Existia a Região de Białystok do Armia Krajowa, que preparou um levante, mais tarde conhecido como Operação Tempestade. A organização administra redes de inteligência e propaganda. Os partizans coletaram um foguete V-2, parte do qual foi transportado para Londres.
Durante a noite de 15 a 16 de agosto de 1943, a Revolta do Gueto de Białystok começou. Esta foi uma insurreição no gueto de Białystok, na Polônia, por várias centenas de judeus poloneses que começaram uma luta armada contra as tropas alemãs, terminando a liquidação das 15.000 pessoas que ainda viviam no gueto. As vítimas deste gueto foram, em última análise, destinadas ao campo de extermínio de Treblinka. Foi organizado e liderado por Antyfaszystowska Organizacja Bojowa, uma organização que fazia parte do Bloco Antifascista e foi a segunda maior revolta do gueto , após a Levante do Gueto de Varsóvia, na Polônia ocupada pelos nazistas durante a Segunda Guerra Mundial.
Em 20 de outubro de 1943, a fronteira sul entre o distrito da Prússia Oriental, Sudauen (Suwałki) na Província da Prússia Oriental e Bezirk Bialystok foi ajustada e movida de volta para o lado norte do Canal de Augustów .
Em julho e agosto de 1944, o Distrito de Bialystok foi assumido pelo Exército Vermelho até a linha Narew-Bobr. A cadeira do governo para o Chefe da Administração Civil foi então transferida para Bartenstein. Em janeiro de 1945, o Exército Vermelho invadiu as últimas áreas de Bezirk Bialystok, ou seja, as partes restantes dos distritos de Łomża e Grajewo, expulsando os alemães completamente do território.

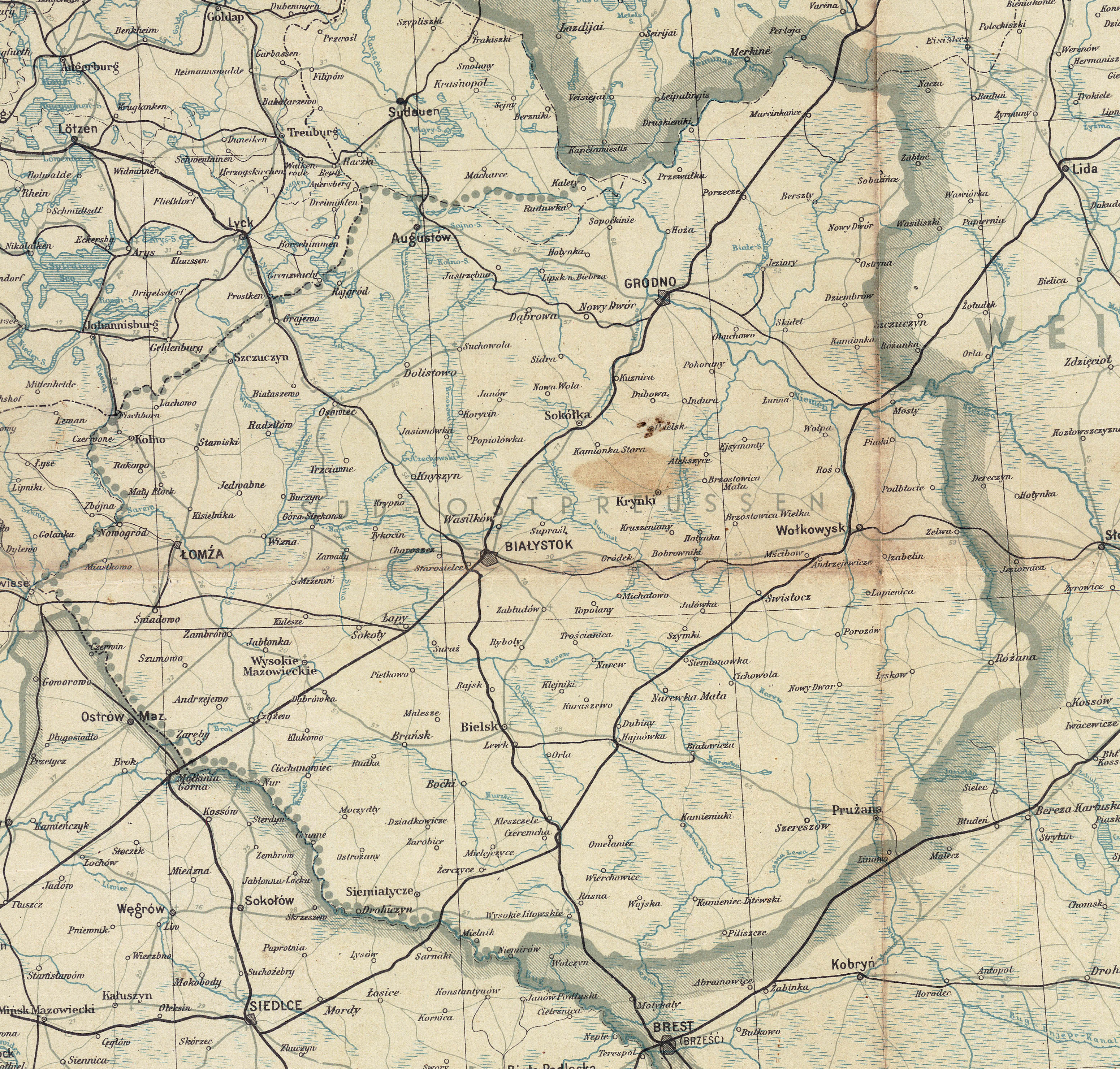
Um mapa alemão de julho de 1944 de Bezirk Bialystok, denominado "Prússia Oriental"

## Estrutura administrativa
Na época de seu estabelecimento, Bezirk Bialystok tinha uma população de 1.383.000 habitantes, dos quais 830.000 eram de poloneses, 300.000 de rutenos brancos (bielorrussos), 200.000 de ucranianos, 50.000 de judeus e 2.000 de origem alemã.
O distrito de Bialystok foi dividido em oito unidades administrativas em nível de condado, chamadas delegacias distritais (em alemão:  kreiskommissariate, em polonês/polaco:  komisariaty powiatowe). Estas foram as delegacias de polícia de Bialystok (Kreiskommissariat Nikolaus), Bielsk-Podlaski (Kreiskommissariat Tubenthal), Grajewski (Kreiskommissariat Piachor, depois Knispel), Grodno (Kreiskommissariat Plötz), Łomża (Kreiskommissariat Gräben), Sokolski (Kreiskommissariat Seiler), Volkovysk (Kreiskommissariat Pfeifer) e a cidade de Białystok.
Erich Koch foi nomeado "comissário civil" (Zivilkommissar) em 1 de agosto de 1941, e mais tarde nomeado Chefe da Administração Civil (Chef der Zivilverwaltung) do Distrito de Bialystok até 27 de julho de 1944. Durante este período, ele foi o Gauleiter da Prússia Oriental e Reichskommissar no Reichskommissariat Ukraine. As atividades cotidianas eram conduzidas por seu vice-chefe permanente do Partido Nacional-Socialista dos Trabalhadores Alemães (NSDAP) em Königsberg , Prússia Oriental, Waldemar Magunia de 15 de agosto de 1941 a 31 de janeiro de 1942. Ele foi substituído em 1 de fevereiro de 1942 a 27 de Julho de 1944 por Friedrich Brix, Landrat (prefeito do distrito) de Tilsit.